# Djibril Paye
Djibril Tamsir Paye (26 febbraio 1990) è un calciatore guineano, difensore del Romorantin.

## Carriera

### Club
Dal 2008 al 2014 ha giocato in Moldavia; successivamente si è trasferito in Belgio allo Zulte Waregem.

### Nazionale
Ha esordito in nazionale nel 2014; nel 2015 ha partecipato alla Coppa d'Africa.

## Palmarès

### Club

#### Competizioni nazionali
- Campionato moldavo: 1

Sheriff Tiraspol: 2013-2014
- Coppa di Moldavia: 1

Tiraspol: 2012-2013
- Supercoppa di Moldavia: 1

Sheriff Tiraspol: 2013
- Championnat de France amateur 2: 1

St-Pryvé St-Hilarie: 2016-2017 (Giorne B)